# 车站街道 (淄博市)
车站街道，是中华人民共和国山東省淄博市张店区下辖的一个乡镇级行政单位。

## 行政区划
车站街道下辖以下地区：
新华社区、胜利桥社区、兴学街东社区、兴学街西社区、安乐社区、工盛社区、城南社区、华泰社区、王舍社区、齐林家园社区和铁路家属类似社区。

## 人口
2010年中国第六次人口普查时，车站街道共有人口53320人。共有家庭19991户，平均每户2.57人。14岁以下的少年儿童共7103人，占总人口13.32%；15-64岁人口共41132人，占总人口77.14%；65岁及以上的老年人共5085人，占总人口的9.536%。男性共计26689人，占总人口50.05%；女性共计26631，占总人口49.94%。本地居住的人口中，拥有本地户籍的人口为36487人，占68.43%。